# لباس احرام

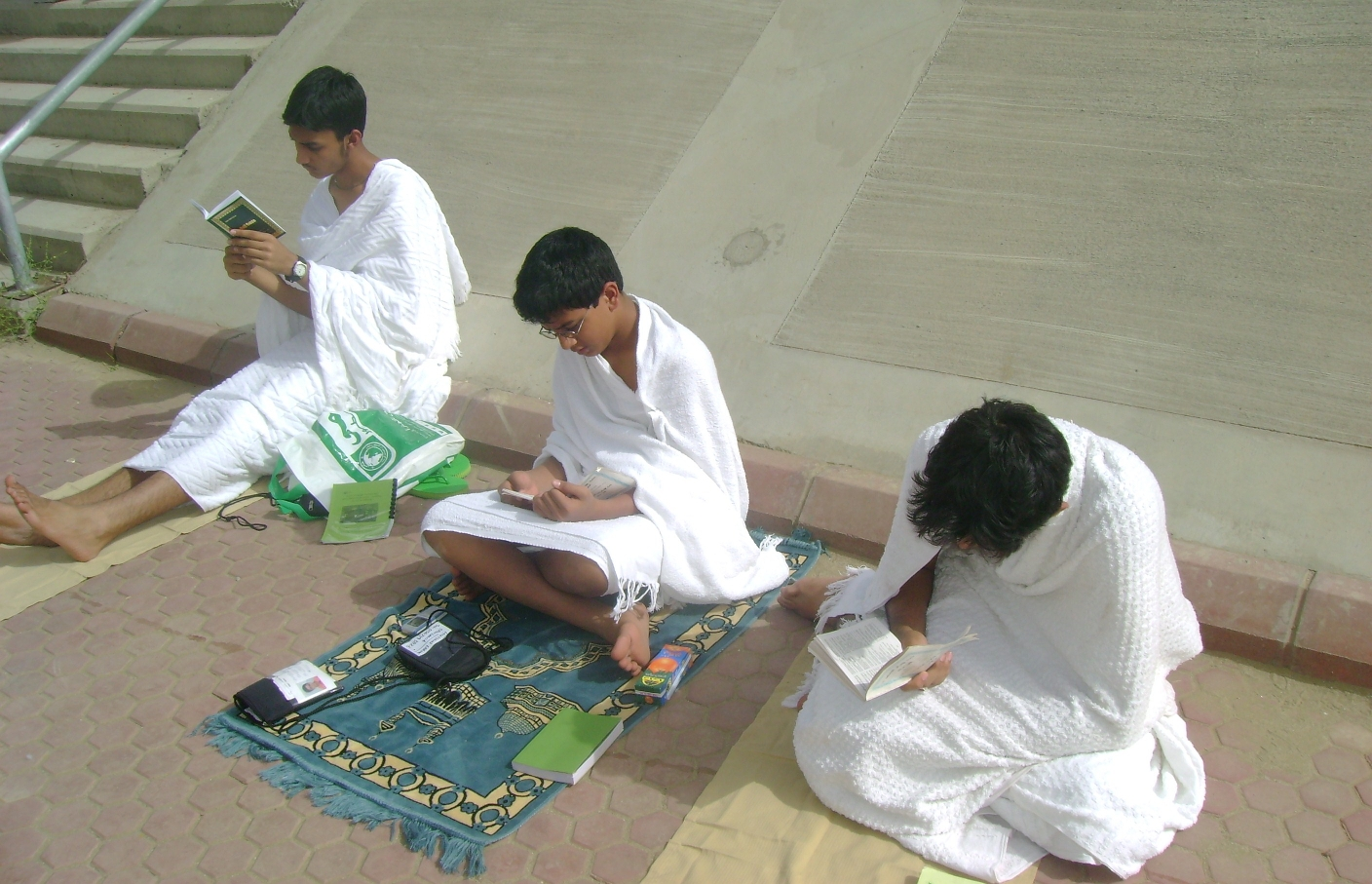
سه پسر جوان با لباس احرام

لباس احرام (عربی: رِدَاء) به لباسی گفته می‌شود که مسلمانان، اعم از زن و مرد، حین عمره تمتع یا عمره مفرده به تن می‌کنند. لباس احرام برای مردان از دو تکه تشکیل می‌شود که یکی آزار (لنگ) نام دارد و از ناف تا زانو را می‌پوشاند و دیگری رداء که بر دوش انداخته می‌شود. لباس احرام سفید در نظر گرفته شده‌است که همه را یکسان جلوه دهد، تا نشان دهد که در پیشگاه خدا هیچ تفاوتی بین یک انسان‌ها وجود ندارد. به اعتقاد برخی فقهای شیعه شرط اصلی لباس احرام دوخته شده نبودن آن می‌باشد.